# Fear and Loathing in Las Vegas
Fear and Loathing in Las Vegas er en amerikansk film fra 1998 instrueret og skrevet af Terry Gilliam efter Hunter S. Thompsons roman af samme navn. Filmen har Johnny Depp og Benicio del Toro i hovedrollerne som Raoul Duke og Dr. Gonzo.

## Medvirkende
- Johnny Depp
- Benicio del Toro
- Tobey Maguire
- Ellen Barkin
- Gary Busey
- Christina Ricci
- Mark Harmon
- Cameron Diaz
- Katherine Helmond
- Michael Jeter
- Penn Jillette
- Craig Bierko
- Lyle Lovett
- Laraine Newman
- Christopher Meloni
- Harry Dean Stanton
- Troy Evans
- Debbie Reynolds
- Jenette Goldstein
- Verne Troyer
- Gregory Itzin